# Џин Вајлдер
Џером Силберман (енгл. Jerome Silberman; Милвоки, 11. јун 1933 — Стамфорд, 29. август 2016), познат под псеудонимом Џин Вајлдер, био је амерички глумац, режисер, сценариста, продуцент и писац.
Каријеру је започео на позорници, а на телевизији је дебитовао 1961. године у драмској антологији Игра седмице. Иако му је прва филмска улога била улога таоца Јуџина Гризарда у америчком филму Бони и Клајд из 1967. године, у првој великој улози играо је лик Леополда Блума у филмској комедији Продуценти из 1968. године, за коју је номинован за Оскара за најбољег глумца у споредној улози. Ово је био његов први у низу пројеката на којима је сарађивао са сценаристом и режисером Мелом Бруксом, укључујући комедије Врућа седла и Млади Франкенштајн из 1974. године, за које је сценарио писао и сам Вајлдер и које су номиноване за Оскара за најбољи адаптирани сценарио. Џин Вајлдер је најпознатији по улози Вилија Вонке у америчком дечјем филму Вили Вонка и фабрика чоколаде из 1971. године, као и улогама у четири комедије са честим филмским партнером Ричардом Прајором: Сребрна линија из 1976, Шашави робијаши из 1980, Не видим зло, не чујем зло из 1989. и Други ти из 1991. године. Вајлдер је такође био режисер, сценариста и продуцент неколико својих филмова, укључујући романтичну комедију Жена у црвеном из 1984. године.
Женио се четири пута. Његова трећа супруга била је глумица Гилда Раднер, с којом је глумио у три филма (од којих је два последња такође режирао). Након њене смрти 1989. године од рака јајника, Вајлдер се активно укључио у пројекте за подизање свести о важности превенције, откривања и лечења ове болести; основао је Центар за откривање рака јајника „Гилда Раднер” у Лос Анђелесу, те с Гилдином психотерапеуткињом Џоаном Бул 1995. године основао удружење за оболеле од рака по имену „Гилдин клуб” у Њујорку.
Након последњег доприноса свету седме уметности — 2003. године епизодном улогом г. Стајна у ситкому Вил и Грејс, за коју је добио награду Еми за изузетну епизодну улогу — Вајлдер се потпуно предао писању. Године 2005, су изашли његови мемоари под именом Пољуби ме као странац: Моја потрага за љубави и уметношћу, а такође је објавио и збирку прича Шта је ова ствар звана љубав? 2010. године, те романе Моја француска курва 2007, Жена која не би 2008. и Нешто да те се сећам: Опасна романса 2013. године.
Преминуо је 29. августа 2016. године у Стамфорду (Конектикат, САД), од Алцхајмерове болести.

## Детињство и образовање
Рођен је 11. јуна 1933. године у Милвокију (Висконсин, САД), као син Џин (Бер) Силберман (1907—1957) и Вилијама Џ. Силбермана (1900—1973). Његов отац Вилијам, руски имигрант јеврејског порекла (баш као и Џеромови баба и деда с мајчине стране), био је произвођач и продавач необичних предмета. Први пут се заинтересовао за глуму када је имао осам година; тада је његовој мајци Џин дијагностикована реуматска грозница, а доктор је Силберману рекао „покушај и насмеј је”.
Као једанаестогодишњак, видео је своју сестру Корин Силберман Перлман (1930—2016) — која је ишла на часове глуме — како наступа на позорници, што га је одушевило. Питао је њену наставницу да ли би и он могао да се прикључи секцији, а она му је одговорила да се може јавити после две године ако и даље буде заинтересован. Дан након што је напунио тринаест година, јавио се наставници и постао њен ученик; ишао је на часове глуме следеће две године. Псеудоним „Џин Вајлдер” је као своје професионално име почео да користи као двадесетшестогодишњак.
Када је Џин Силберман увидела да њен син Џером у Висконсину не може у потпуности да искористи свој потенцијал, послала га је у Блек-Фокс; ту је Џером — како сам признаје у аутобиографији Пољуби ме као странац из 2005. године — постао жртва вршњачког насиља и сексуалних напада, пре свега само зато што је био једини Јевреј у школи. После безуспешног кратког боравка у Блек-Фоксу, вратио се у Висконсин те све више интересовао за и укључивао у рад заједнице локалног позоришта. У првој правој представи за коју се плаћао улаз наступио је као петнаестогодишњак, утеловивши лик Ромеовог слуге Валтазара у изведби Шекспирове (1564—1616) трагедије Ромео и Јулија из 1597. године.
Године 1951. завршио је Средњу школу „Вашингтон”, школу која се налази у суседству Шерман Парк на северу Милвокија (Висконсин, САД).
Одрастао је у јеврејској породици, али једина филозофија којом се водио било је златно правило. У аутобиографији из 2005. године је рекао следеће: „Рећи ћу вам која је моја религија: Чини другима оно оно што би желео да други чине теби. Тачка. Терминато. Финито. Немам друге религије. Осећам се баш као Јевреј и осећам се веома захвалним што сам Јевреј. Али ја не верујем у бога или било шта везано за јеврејску религију.”
Студирао је Комуникације и Позоришне уметности на Универзитету у Ајови, где је био члан мушке организације/синдиката Алфа епсилон пи (енгл. Alpha Epsilon Pi; ΑΕΠ, AEPi).

## Каријера

### Олд Вик, војна служба и ХБ студио
Након дипломирања 1955. године у Ајови, примљен је у Позоришну школу „Бристол Олд Вик” у Бристолу (Енглеска, УК). После шест месеци учења мачевању, постао је први бруцош који је освојио Школско првенство у мачевању (енгл.  Fencing Championship). Желећи да проучава Систем Станиславског (рус. Система Станиславского), вратио се у Сједињене Америчке Државе; у домовини је тада почео да живи са својом сестром Корин и њеном породицом, у Квинсу (Њујорк, Њујорк). Такође, по повратку у САД похађао је глумачку школу ХБ студио.
Приступио је војсци 10. септембра 1956. године. По завршетку регрутног тренинга, распоређен је у тадашњу Војну медицинску службу и послат у Форт Сем Хјустон на обуку. Тада је добио прилику да одабере било који од војних центара за обуку који су били отворени, а желећи да остане близу града Њујорка и похађа часове глуме у ХБ студију — он се одлучио да служи као болничар на Одељењу за психијатрију и неурологију у Војној болници Вали Форџ у Финиксвилу (Пенсилванија). Убрзо после овога, 17. новембра 1957. године, умире Џеромова мајка Џин (од рака јајника). Џером бива отпуштен из војске годину после, када се враћа у Њујорк. Стипендијом у ХБ студију омогућено му је да постане редовни студент. Након што је одређен период живео од осигурања за незапослене и нешто уштеђевине, успео је да себи нађе посао и сам се издржава; међутим, то је била реч о ситним и привременим пословима — као што је онај возача лимузине или инструктора мачевања.

### Глума

#### Први ангажмани
Први професионални посао у свету глуме добио је у Кембриџу (Масачусетс), и то да игра лик Другог официра у Бергхофовој продукцији Шекспирове комедије Дванаеста ноћ из 1602. године. Такође је био и кореограф за сцене мачевања.
Након три године учења с Хербертом Бергхофом (1909—1990) и његовом супругом Утом Тајром Хаген (1919—2004) који су водили ХБ студио, амерички глумац, комичар, аутор и бивши водитељ Чарлс Гродин (1935) испричао је Силберману понешто о методној глуми и психолошким аспектима Лија Стразберга. Гродин је покушавао да га убеди да напусти ХБ студио и да почне са учењем од самог Стразберга узимајући приватне часове. Неколико месеци после, овај прихвата понуду; бива примљен у Акторс студио.
Осећајући како „Џери Силберман у Макбету” не звучи баш најбоље, он се одлучује на одабир уметничког имена — Џин Вајлдер: Вајлдер јер га је подсећало на метадраму из 1938. године Наш град аутора Торнтона Вајлдера (1897—1975), а Џин према лику Јуџин Гант из првог романа Томаса Вулфа (1900—1938) из 1929. године по имену Погледај дом свој, анђеле те такође аутобиографије истог америчког романописца из 1935. године по имену О времену и реци. Име Џин је исто тако волео и због тога што је као дечак био импресиониран својим далеким рођаком, бомбардерским навигатором из Другог светског рата који је — како Вајлдер сам каже — био „згодан и изгледао сјајно у својој кожној пилотској јакни”. Касније је рекао да ни Џина Вајлдера не може да види како игра у Макбету...
По доласку у Акторс студио постепено је почео да се намеће на оф-бродвејској сцени, и то захваљујући наступима у Коренима (1958) сер Арнолда Вескера (1932—2016) и Послушном љубавнику (1959) Грејама Грина (1904—1991). За Гринову представу Вајлдер је добио награду „Кларенс Дервент”, у категорији Најбоља изведба глумца у неизабраној улози. Једна од најранијих Вајлдерових улога на ’даскама које живот значе’ је лик друштвено чудног менталног пацијента Билија Бибита у оригиналној бродвејској адаптацији (1963/64) романа Кена Кизија по имену One Flew Over the Cuckoo's Nest; антагониста је био Кирк Даглас.

#### 1960-е
Године 1963, Вајлдер се појавио на аудицији за главни лик у позоришном комаду немачког драматурга и песника Бертолта Брехта (1898—1956) по имену Мајка Храброст и њена деца — у продукцији у којој је глумила и америчка филмска, телевизијска и позоршина глумица и оскаровка Ен Банкрофт (1931—2005), која га је баш тада упознала са својим момком а данас великом звездом Мелом Бруксом (1926). Неколико месеци после, Брукс је поменуо да је радио на сценарију мјузикла Пролеће за Хитлера: Хомосексуална врева са Евом и Адолфом у Берхтесгадену; он је сматрао да би Вајлдер био савршен у улози Леополда „Леа” Блума, те је од њега добио обећање да неће започињати икакве дугорочне пројекте а да га не обавести. Месеци су пролазили а Вајлдер путовао земљом наступајући у различитим позоришним продукцијама; 1966. године се нашао у Си-Би-Есовој телевизијској верзији трагедије Артура Милера (1915—2005) Смрт трговачког путника из 1949. године, а 1967. године добио своју прву праву филмску улогу — талац Јуџин Гризард у америчком биографском криминалистичком филму Бони и Клајд америчког режисера и продуцента Артура Пена (1922—2010), у којем су главне улоге играли и Феј Данавеј (1941) и Ворен Бити (1937). Три године се Вајлдер није чуо са Бруксом, али изненада бива позван на разговор са Самјуелом Џоелом „Зиром” Мостелом (1915—1977) — главном звездом Пролећа за Хитлера која је требало да потврди свог сарадника. Мостелов одговор је био потврдан, а Вајлдер добија своју прву главну улогу у играном филму — сатиричној комедији Продуценти, у којој су главне улоге поред Мостела и Вајлдера играли и Дик Шон (1923—1987) и Кенет Марс (1935—2011).
Продуценти су на крају постали култни класик комедије; Мел Брукс је добио Оскара за најбољи оригинални сценарио, док је Џин Вајлдер номинован за Оскара за најбољег глумца у споредној улози. Без обзира на ово, Бруксов први режисерски подухват није остварио очекивану зараду нити добио жељене критике; критичарка Рената Адлер (1937) из Њујорк тајмса написала је рецензију филма и исти поменула у контексту „најцрњег хумора с колеџа”.
Вајлдер се 1969. године преселио у Париз, где је прихватио главну улогу у америчкој филмској комедији Алана Дејвида „Бада” Јоркина (1926—2015) по имену Почните револуцију без мене, у којој су 1970. године такође глумили Доналд Садерланд (1935), Хју Грифит (1912—1980), Џек Макгауран (1918—1973), Били Вајтло (1932—2014), Орсон Велс (1915—1985), Виктор Спинети (1929—2012) и Ева Аулин (1950). Радња комедије која је и својеврсна пародија одвија се током Француске револуције, када двојица близанаца (Вајлдер и Садерланд односно Филип/Клод и Пјер/Шарл) бивају замењени по рођењу; један тако доспе код племићких а други код пучких родитеља, те се током револуције нађу на супротним странама и у низу апсурдних ситуација. Након што се снимање завршило, Вајлдер се вратио у Њујорк, где је прочитао текст за ирско-америчку филмску комедију Кваксер Фортјун има рођака у Бронксу из 1970. године, режисера Вориса Хусејна и сценаристе Гејбријела Волша; моментално је позвао продуцента Продуцената Сиднија Глејзијера (1916—2002) како би нашли савршеног режисера за филм. Жан Реноар (1894—1979), француски глумац, режисер, сценариста, продуцент и писац из ере немог филма, био је први кандидат; међутим, он је рекао да може почети с радом на филму тек за годину дана. Због овога су изабрали британско-индијског телевизијског и филмског режисера, поменутог Вориса Хусејна. Маргарет Рут „Марго” Кидер (1948), канадско-америчка глумица и активисткиња, изабрана је за Вајлдерову сарадницу; снимање се одвијало на локацијама у ирској престоници Даблину и оближњем градићу Бреју односно Ардмор стјудиоусу, августа и септембра 1969. године.

#### 1970-е
Године 1971, Вајлдер је учествовао на аудицији за Вилија Вонку у Стјуартовој музичкој филмској адаптацији фантастичног дечјег романа Руала Дала (1916—1990) по имену Чарли и фабрика чоколаде из 1964. године. Након што је изговорио само неколико редова текста, амерички филмски режисер и продуцент Мел Стјуарт (1928—2012) одмах му је понудио улогу. Пре него што је Вајлдер званично постао Вили Вонка, за ову улогу су разматрани Фред Астер (1899—1987), Џоел Греј (1932), Рон Муди (1924—2015) и Џон Пертви (1919—1996). Британски комичар, писац, музичар, песник, драматург, глумац и војник Спајк Милиган (1918—2002) био је Далов првобитни избор за лик Вилија Вонке. Енглески глумац, комичар и певач Питер Селерс (1925—1980) чак је молио Дала да игра Вонку.
Филм није остварио велик успех првог викенда, мада је добио и неке позитивне критике — као што је на пример рецензија америчког филмског критичара Роџера Иберта (1942—2013), који је филм упоредио са Флеминговим (1889—1949) култним остварењем из 1939. године Чаробњак из Оза. Филм тренутно има ’томејтометар’ рејтинг од 89% на веб-сајту -Rotten Tomatoes}-, а ’критички консензус’ каже следеће: „Вили Вонка и фабрика чоколаде је чудан али утешан, пун наративних заобилазница које не ’пале’ увек али изражавају посебност филма”. Британски рок бенд Колдплеј је у част Вајлдеру 29. августа 2016. године извео реиздање Pure Imagination, Вонкине песме у филму.
Три филма у којима је Вајлдер глумио након Продуцената остварила су комерцијални неуспех: Почните револуцију и Кваксер публика је сматрала копијама филмова Мела Брукса, док Вили Вонка једноставно није донео жељену зараду (али је касније постао култни филм и био номинован за Оскара за најбољу музику, а Вајлдер номинован за Златни глобус).
Када је Вуди Ален (1935) понудио Џину Вајлдеру улогу у једном делу филмске комедије Све што сте одувек желели знати о сексу* (*али сте се бојали питати) из 1972. године, Вајлдер је прихватио надајући се да је реч о хиту који ће ставити тачку на његов неславни низ. Тако је и било: филм је постао хит остваривши зараду од преко 18 милиона долара само у Сједињеним Америчким Државама (буџет је био 2 милиона долара).
Након снимања Свега што сте одувек желели знати о сексу, Вајлдер је почео да ради на сценарију који је назвао Млади Франкенштајн. Када је написао две странице позвао је Мела Брукса, али овај је мислио да је идеја „слатка” и није показао велико интересовање. После неколико месеци, Вајлдер је примио позив од свог агента (и будућег америчког филмског магната) Мајка Медавоја (1941) који га је питао да ли има ишта где би његова два нова клијента — Питер Бојл (1935—2006) и Марти Фелдман (1934—1982) — могла да играју. Пошто је управо видео Фелдмана на телевизији, Вајлдера је то надахнуло да напише култну сцену на трансилванијској железничкој станици где се први пут срећу грбави и буљави слуга Игор (Фелдман) и угледни и озбиљни доктор Фредерик Франкенштајн (Вајлдер). Сцена је уврштена у филм готово дословно како је била првобитно написана. Медавоју се концепт веома свидео па је назвао Брукса и питао га да режира, али овај и даље није био убеђен да је реч о квалитетном пројекту; међутим, пошто је потрошио четири године радећи на два комерцијално неуспешна пројекта, ипак је одлучио да да потврдан одговор. Радећи на сценарију Младог Франкенштајна, Вајлдер је добио понуду од Фокса за Доненову (1924) музичку филмску адаптацију из 1974. године поетске новеле Антоана де Сент Егзиперија по имену Мали Принц (фр. Le Petit Prince). Када је снимање требало да почне у Лондону, Вајлдер је примио хитан позив од Брукса — који је био усред снимања своје сатиричне вестерн комедије Врућа седла — добивши тако изненада улогу Вако Кида јер је Ден Дејли (1915—1978) отказао у последњој минути а Гиг Јанг (1913—1978) био преболестан да би наставио. Вајлдер је снимио своје сцене у Врућим седлима и одмах се након тога вратио на већ започети пројекат, да би завршио са снимањем Малог Принца.
Након што је писање Младог Франкенштајна било завршено, права су продата Коламбија пикчерсу; међутим, због проблема при договарању буџета — главна звезда и сценариста Џин Вајлдер, режисер и сценариста Мел Брукс, те продуцент Мајкл Граскоф (1936) — одлучили су се за Твентит сенчури фокс, при чему су Брукс и Вајлдер морали да потпишу петогодишње уговоре. Млади Франкенштајн је био успех како на комерцијалном тако и на критичком плану; Вајлдер и Брукс су били номиновани за Оскара за најбољи адаптирани сценарио, на 47. додели ове престижне награде 1975. године, али су изгубили од Франсиса Кополе (1939) и Марија Пуза (1920—1999) тј. њихове победничке адаптације култне драме Кум 2 из 1974. године. Снимајући Младог Франкенштајна, Вајлдер је дошао на идеју за романтичну музичку комедију о брату Шерлока Холмса. Марти Фелдман и Мадлин Кан (1942—1999) прихватили су сарадњу на пројекту, а Вајлдер је почео писати оно што је остало забележено као његов режисерски деби — Авантура паметнијег брата Шерлока Холмса; у остварењу из 1975. године, поред главне звезде Вајлдера (Сајгерсон Холмс), те Канове (Џени Хил / Беси Белвуд) и Фелдмана (Орвил Стенли Сакер), међу главним улогама су се нашли и Дом Делуис (1933—2009; Едуардо Гамбети), Лео Макерн (1920—2002; проф. Џејмс Моријарти), Рој Кинир (1934—1988; асистент Фини), Даглас Вилмер (1920—2016; Шерлок Холмс), Торли Волтерс (1913—1991; др. Џон Х. Вотсон), Џон ле Мезерер (1912—1983; секретар Лорд Редклиф), али и сам Мел Брукс (посудио глас жртви коју је напао лав; неприписано).
Вајлдеров агент Медавој му је 1975. године послао сценарио за филм по имену Супер шеф. Он је прихватио, али је рекао продуцентима филма како мисли да је једина особа која би могла спречити рађање једног увредљивог филма — Ричард Прајор (1940—2005). Прајор, који је у историји остао запамћен као класни стендап комичар, глумац, социјални критичар и бескомпромисни борац против расизма, прихватио је понуђену улогу у филму; филм је преименован у Сребрна линија и представља први филм са двојцем Вајлдер—Прајор. Они су убрзо постали први успешан холивудски међурасни филмски комичарски дуо.
Док је снимао Хилеров (1923—2016) комични трилер Сребрна линија о убиству у возу који је путовао на релацији Лос Анђелес — Чикаго, заједно с Џил Клејберг (1944—2010) и Патриком Макгуаном (1928—2009) у главним улогама поред њега и Прајора, Вајлдер је почео с радом на сценарију за своју комедију Највећи љубавник на свету инспирисану Фелинијевом (1920—1993) италијанском романтичном комедијом Бели шеик (итал. Lo sceicco bianco). Џин Вајлдер је поред тога што је написао сценарио био и режисер и продуцент Највећег љубавника — те главна улога (Руди), заједно с Керол Кејн (1952; Ени), Домом Делуисом (Зиц), Фрицом Фелдом (1900—1993; Абалоне), Ронијем Грејамом (1919—1999; директор) и Денијем Девитом (1944; помоћник директора) —, а премијера која је била 1977. године доживела је критички неуспех. Фриско Кид из 1979. године, вестерн комедија режисера Роберта Олдрича, био је Вајлдеров следећи пројекат. Првобитно је било планирано да се у филму међу главним улогама нађе и оскаровац Џон Вејн (1907—1979), али је он отказао па је замењен пуно млађим Харисоном Фордом (1942) који тада није био славан већ глумац у успону; у главним улогама су се поред Вајлдера (Аврам Белински) и Форда (Томи Лилард) нашли и Рамон Бијери (1929—2001; господин Џоунс), Вал Бајсолио (1926; Греј Клауд), Џорџ Дисензо (1940—2010; Дарил Дигс), Лео Фукс (1911—1994; главни рабин), Пени Пејсер (1951; Розали Бендер), Вилијам Смит (1933; Мет Дигс) и др.

#### 1980-е
Из неког разлога када га [Прајора] спојите с Џином Вајлдером, они заједно чине посебну врсту магије. И, заједно, они су вероватно најзабавнији пар који је икада био на екрану.

Сидни Поатје
Џин Вајлдер се 1980. године поново удружио с Ричардом Прајором да би настала култна комедија Шашави робијаши, коју је режирао бахамско-амерички глумац, режисер, писац, дипломата и оскаровац Сидни Поатје (1927). Прајор се тада борио с тешком зависношћу од кокаина, па је снимање постало исцрпљујуће за обе стране; али када је филм доживео величанствену премијеру, постао је национални комерцијални и интернационални критички успех. Магазин Њујорк је 2007. године Вајлдера (Скип Донахју) и Прајора (Хари Монро) уврстио на девето место своје листе Петнаест најдинамичнијих парова у историји поп културе, а филм се убрзо нашао на већини спискова и у многим категоријама најбољих комедија.
Поатје се спријатељио с Вајлдером; њих двојица почињу радити на сценарију под називом Трагови, који је 1982. године постао комедија Хокус-покус у којој је Џин Вајлдер упознао комичарку Гилду Раднер (1946—1989) — своју будућу супругу. Поред Вајлдера (Мајкл Џордон) и Раднерове (Кејт Хелман), у главним улогама су били и Кетлин Квинлан (1954; Џенет Дан), Ричард Видмарк (1914—2008; Рансом), Роберт Проски (1930—2008; Хајрам Колдер), Џозеф Сомер (1934; Ејдријан Пруит), Џони Сека (1934—2006; Лејси) и др. До краја деценије, Вајлдер и Раднерова су заједно радили на неколико пројеката. Након Хокус-покуса, Вајлдер је режирао свој трећи филм, и то 1984. године романтичну комедију Жена у црвеном; у овом филму је поред Вајлдера (Теодор Пирс) и Раднерове (гђа Милнер) глумила и америчка глумица и моделкиња Кели Ле Брок (1960; Шарлот) али и Чарлс Гродин (1935; Бади), Џозеф Болоња (1934; Џо), Џудит Ајви (1951; Диди Пирс), Мајкл Зорек (1960; Шели), Мајкл Хадлстон (1952; Мајкл) итд. Жена у црвеном није добила баш најбољи одзив критичара, баш као ни Вајлдеров и Раднерин следећи пројекат који је имао већи потенцијал али једноставно није нашао своју публику — хорор комедија Уклети медени месец из 1986. године, с Вајлдером (Лари Абот), Раднеровом (Вики Перл), Домом Делуисом (Кетрин Абот), Џонатаном Прајсом (1947; Чарлс Абот), Полом Смитом (1936—2012; Пол Абот) и др. у главној поставци. Истина, с друге стране, треба истаћи да је филм Жена у црвеном освојио Оскара за најбољу оригиналну песму — песму америчког музичара, кантаутора, продуцента и мултиинструменталисте Стивија Вондера (1950) по имену I Just Called to Say I Love You.
Тристар пикчерс је желео да продуцира други филм с Вајлдером и Прајором, а Вајлдер се сложио да раде Не видим зло, не чујем зло само ако му се допусти да измени и допуни већ написани сценарио. Студио је пристао, а Хилерова друга комедија с Вајлдером имала је премијеру маја 1989. — са углавном негативним критикама. Многи критичари су хвалили самог Вајлдера и Прајора, као и Кевина Спејсија (1959), али генерално су се слагали да је сценарио ужасан. Роџер Иберт га је назвао „правим дадом”, док је Крис Хикс из некадашњег Дезерет морнинг њуза филм описао као „глуп”, са „идиотским сценариом” који има „неисконструисану причу” и превише „малолетничких гегова”. С друге стране, Винсент Кенби из Њујорк тајмса филм је назвао „далеко најуспешнијим ’мотором’ за [друге, наредне] главне улоге за г. Прајора и г. Вајлдера”, такође признајући да „ово није елегантно направљен филм” и да „нису сви гегови једнако довитљиви”.

#### 1990-е
Након улоге политичког карикатуристе који се заљубљује у Нимојевој (1931—2015) романтичној комедији Манија беба из 1990. године, Вајлдер се последњи (четврти) пут појављује са Прајором на филму — и то Филипсовом (1948—2012) играном филму, комедији Други ти из 1991. године у којој је Прајорово физичко пропадање од мултипле склерозе било већ јасно евидентно. Такође, ово је била последња главна улога Прајора у неком филму (имао је још неколико камео улога пре смрти 2005. године). Исто тако, представља и Вајлдеров последњи играни филм; његова последња два филма у каријери нису била финансијски успешна, а ангажмани су се углавном сводили на телевизијске филмове и епизодне улоге у ТВ серијама.
Вајлдер је индукован у Дворану славних сценских уметника Висконсина, 9. априла 1991. године у Центру за сценске уметности „Маркус” у Милвокију (Висконсин).
Године 1994, Вајлдер је играо у Ен-Би-Сијевом ситкому Нешто дивљије. Серија је примила лоше критике и трајала само једну сезону, тачније 18 полусатних епизода (1. октобар 1994. — 13. јун 1995); другу главну улогу играла је америчка глумица Хилари Смит (1957), која је пуно млађа од Вајлдера. Он се 1999. године вратио на мале екране, и то са три телевизијска филма; један од њих је и Ен-Би-Сијева адаптација Алиса у земљи чуда, док су друга два — Убиство у малом граду и Дама у питању — биле филмске мистерије снимљене за мрежу Еј-ен-Е за које је косценариста био сам Вајлдер, који је играо директора позоришта трансформисаног у аматерског детектива. Три године после, Вајлдер је играо епизодну улогу у две епизоде Ен-Би-Сијевог ситкома Вил и Грејс; за свој лик г. Стајна, шефа Вила Трумана, освојио је Еми за изузетну епизодну улогу у хумористичној серији. Овде је био крај Вајлдерове каријере на екрану; од 2003. године, он је своју креативну енергију усмерио на писање романа и прича те цртање.

## Лични живот

### Љубавне везе
Џин Вајлдер је своју прву супругу, Мери Мерсијер, упознао док је ишао у ХБ студио у Њујорку. Иако пар није провео баш пуно времена у вези, Вајлдер и Мерсијерова су се венчали 22. јула 1960. године. После тога су, међутим, били раздвојени много времена; на крају су се развели, 1965. године. Неколико месеци након овога, Вајлдер је почео да излази с Мери Џоун Шуц — пријатељицом своје сестре. Шуцова је имала ћерку, Кетрин, из претходног брака. Када је Кетрин почела Вајлдера звати „тата”, он је одлучио да уради оно што је осећао да је „исправна ствар за урадити”: 27. октобра 1967. године је оженио Шуцову и исте године усвојио Кетрин. Шуцова и Вајлдер су се раставили након седам година брака, када је Кетрин посумњала да Вајлдер има аферу са својом сарадницом на филму Млади Франкенштајн — Мадлин Кан. После развода, он је накратко излазио са својом другом сарадницом са пројекта Франкенштајн — Тери Гар (1947, Инга). У коначници се потпуно отуђио од Кетрин.
Вајлдер је у скеч комедији Лорна Мајклса (1944) по имену Уживо суботом увече упознао глумицу Гилду Раднер, и то 13. августа 1981. године, док је снимао Поатјеов Хокус-покус. Раднерова је тада била у браку с гитаристом Џ. Е. Смитом (1952), али су она и Вајлдер постали нераздвојни пријатељи. Када се снимање Хокус-покуса завршило, Вајлдеру је Раднерова много недостајала; одлучио је да је назове. Веза је била све јача, а Раднерова се на крају развела од Смита (1982. године) и потом преселила код Вајлдера. Пар се венчао 14. септембра 1984. године на југу Француске. Желели су да имају децу, али је Раднерова већ превише пута имала побачај; доктори нису могли да одреде узрок овог проблема... Након што је почела да осећа тешки умор и јаке болове у горњем делу ногу на сету Уклетог меденог месеца, Раднерова је одлучила да озбиљније потражи медицинску помоћ. После бројних лажних дијагноза, саопштено јој је да има рак јајника (октобра 1986). Током следећих годину и по дана, Раднерова се борила са овом болешћу; лечена је третманима хемотерапије и радиотерапије. Болест је коначно доведена у стање ремисије, што је омогућило Раднеровој и Вајлдеру да се накратко одморе од свега; то је био период када је Вајлдер снимао филм Не видим зло, не чујем зло. Нажалост, маја 1989. године је установљено да се рак вратио и да је већ метастазирао. Гилда Раднер је преминула у Лос Анђелесу, 20. маја 1989. године у 43. години живота. Наиме, након што јој је дат седатив пре CT снимања, пала је у кому и следећа три дана није повратила свест; умрла је због компликација услед цревне перфорације, а Вајлдер је све време био уз њу. Сахрана је одржана четири дана после смрти у Конектикату. Вајлдер је касније изјавио: „Увек сам мислио да ће се извући.”
Након смрти Раднерове, Вајлдер је постао активиста борећи се за подизање свести о важности превенције, раног откривања и лечења рака. Основао је Центар за откривање рака јајника „Гилда Раднер” у Медицинском центру Сидарс—Сајнај — непрофитној терцијарној 958-креветној болници основаној 1902. године у Лос Анђелесу, а у коју је Раднерова дошла 17. маја 1989. године на CT снимање. Такође, с Гилдином психотерапеуткињом Џоаном Бул 1995. године Вајлдер је основао удружење за оболеле од рака по имену „Гилдин клуб”; реч је о групи за подршку којој је циљ подићи свест о опасности од рака, а с радом је почела у граду Њујорку и до данас формирала огранке широм Сједињених Америчких Држава.
Док се припремао за своју улогу глувог Дејва Лајонса у филму Не видим зло, не чујем зло, Вајлдер је упознао Карен Веб (рођ. Бојер) — клиничку супервизорку за Њујоршку лигу за наглуве. Тада га је Вебова научила вештини читања са усана. Након смрти Гилде Раднер, Вајлдер и Вебова су се поново почели виђати; у коначници, 8. септембра 1991. године су се венчали. Пар је живео у Стамфорду (Конектикат), у кући из колонијалног доба направљеној 1734. године, коју је Вајлдер претходно делио с Раднеровом.

### Политички погледи
Године 2007, Џин Вајлдер је изјавио следеће: „Ја сам политички тих. Не волим оглашавање. Давање новца некоме или подршка, а не пењање на подијум. Не желим да се кандидујем за председника 2008. године. Ја ћу написати још једну књигу уместо тога.” Вајлдер је са својом супругом својевремено донирао за кампању Барака Обаме на Председничким изборима у САД 2008. (када је Обама и победио, први пут; други пут је то било 2012. године), и то свако од њих двоје по 2.300 долара.

### Полупензионисање и писање
Вајлдери су већину свог времена у старачким данима проводили цртајући аквареле, пишући књиге и помажући унесрећенима.
Године 1998, Џин Вајлдер је сарађивао са онкологом Стивеном Пајвером да би написали књигу Гилдина болест; износио је лична искуства проживљена током Раднерине борбе с раком јајника, пошто је све време био уз њу. Сам Вајлдер је 1999. године био хоспитализован због нехоџкинског лимфома, али је марта 2005. године потврђено да је рак у стању комплетне ремисије након вишегодишњег третмана хемотерапијом и трансплантацијом матичних ћелија хематопоезе.

#### 2010-е
Октобра 2001. године, Вајлдер је читао одабране делове Чарлија и фабрике чоколаде као део специјалног наступа у добротворне сврхе изведеног у позоришту Вестпорт кантри плејхаус у Вестпорту (Конектикат) да би се помогло породицама погођеним Нападима 11. септембра на СТЦ. Такође, исте године Вајлдер је Библиотекама Универзитета у Ајови донирао колекцију текстова, кореспонденција, докумената, фотографија и исечака слика.
Дана 1. марта 2005. године, Џин Вајлдер је објавио веома личне мемоаре — Пољуби ме као странац: Моја потрага за љубави и уметношћу; реч је животној причи једног глумца коју је испричао он лично, у једној књизи која препричавањем резонантних момената у животу покрива све што је Вајлдер доживео од свог детињства до смрти супруге Гилде Раднер. Две године после овога, 6. марта 2007. године, Вајлдер је издао свој први роман — Моја француска курва; радња ове хумористичне шпијунске љубавне приче одвија се пред крај Првог светског рата, с Полом Пичијем као главним ликом (стидљиви млади радник на железници и аматерски глумац који након што схвати да га жена не воли, као амерички војник бродом одлази да ратује у рововима Француске; тамо га заробе Немци али он успе да се спасе глумећи шпијуна, те се касније заљубљује у прелепу француску куртизану Ани). Свој други роман, Жена која не би, објавио је 4. марта 2008. године.
У специјалу Ти-Си-Ема из 2008. године, Узор: Џин Вајлдер, Алек Болдвин (1958) интервјуисао је Вајлдера о његовој каријери. Вајлдер је рекао да се у суштини заувек повукао из глуме. „Не волим шоу бизнис, схватио сам”, објаснио је. „Волим шоу, али не волим бизнис.” Ти-Си-Ем ће у част и сећање на Џина Вајлдера да емитује овај специјал 29. септембра 2016. године, и то два пута (плус ће бити емитована четири Вајлдерова филма у измењеној програмској шеми за овај датум).
Дана 30. марта 2010. године, Вајлдер је објавио колекцију прича по имену Шта је ова ствар звана љубав?. Свој трећи роман, Нешто да те се сећам: Опасна романса, објавио је 9. априла 2013. године.

## Смрт
Џин Вајлдер је преминуо 29. августа 2016. године, у свом дому у Стамфорду (Конектикат, САД). Имао је 83 године, а као узрок смрти се наводе „компликације Алцхајмерове болести”. О свом погоршаном стању није причао у јавности; болест му је била дијагностицирана три године пре смрти. Његов нећак, филмски режисер, сценариста и продуцент Џордан Вокер-Перлман (1967), рекао је да се о Вајлдеровом лошем стању ништа није знало првенствено да се његови млађи обожаваоци не би забрињавали и туговали.
Према изјавама чланова породице, Вајлдер је преминуо чврсто држећи њихове руке и слушајући своју омиљену песму (Somewhere Over the Rainbow, у изведби Еле Фицџералд).

## Дело

### Филмографија

#### Филм
| Год.  | Српски назив                                                         | Изворни назив | Улога                        | Напомене                                   |
| ----- | -------------------------------------------------------------------- | ------------- | ---------------------------- | ------------------------------------------ |
| 1967. | Бони и Клајд                                                         |               | Јуџин Гризард                |                                            |
| 1968. | Продуценти                                                           |               | Лео Блум                     |                                            |
| 1970. | Почните револуцију без мене                                          |               | близанци Филип и Клод        |                                            |
| 1970. | Кваксер Фортјун има рођака у Бронксу                                 |               | Кваксер Фортјун              |                                            |
| 1971. | Вили Вонка и фабрика чоколаде                                        |               | Вили Вонка                   | заснован на роману Руала Дала              |
| 1972. | Све што сте одувек желели знати о сексу* (*али сте се бојали питати) |               | др Даг Рос                   |                                            |
| 1974. | Носорог                                                              |               | Стенли                       | заснован на истоименој драми Ежена Јонеска |
| 1974. | Врућа седла                                                          |               | Џим, „Вако Кид”              |                                            |
| 1974. | Мали Принц                                                           |               | Лисица                       |                                            |
| 1974. | Млади Франкенштајн                                                   |               | др Фредерик Франкенштајн     | такође сценариста                          |
| 1975. | Авантура паметнијег брата Шерлока Холмса                             |               | Сајгерсон Холмс              | такође режисер и сценариста                |
| 1976. | Сребрна линија                                                       |               | Џорџ Колдвел                 |                                            |
| 1977. | Највећи љубавник на свету                                            |               | Руди Валентајн (Руди Хикман) | такође режисер, сценариста и продуцент     |
| 1979. | Фриско Кид                                                           |               | Аврам Белински               |                                            |
| 1980. | Љубавници недељом                                                    |               | Скипи                        | такође режисер сегмента „Скипи” (енгл. )   |
| 1980. | Шашави робијаши                                                      |               | Скип Донахју                 |                                            |
| 1982. | Хокус-покус                                                          |               | Мајкл Џордон                 |                                            |
| 1984. | Жена у црвеном                                                       |               | Теди Пирс                    | такође режисер и сценариста                |
| 1986. | Уклети медени месец                                                  |               | Лари Абот                    | такође режисер и сценариста                |
| 1989. | Не видим зло, не чујем зло                                           |               | Дејв Лајонс                  | такође сценариста                          |
| 1990. | Манија беба                                                          |               | Дафи Бергман                 |                                            |
| 1991. | Други ти                                                             |               | Џорџ / Ејб Филдинг           |                                            |

#### Телевизија
| Год.  | Српски назив                 | Изворни назив | Улога                       | Напомене                               |
| ----- | ---------------------------- | ------------- | --------------------------- | -------------------------------------- |
| 1961. | Игра седмице                 |               |                             | еп.:                                   |
| 1962. | Кружно позориште Армстронг   |               | Јусел                       | еп.: и                                 |
| 1962. | Браниоци                     |               |                             | еп.:                                   |
| 1962. | Дупонтов шоу седмице         |               | Репортер / Вилсон / Мулер   | еп.: , и ; 1962—1963.                  |
| 1966. | Смрт трговачког путника      |               | Бернард                     | телевизијски филм                      |
| 1972. | Електродистрибуција          |               | глас за Авантуре Летермана  | понављајућа улога; 1972—1977.          |
| 1972. | Страшило                     |               | Лорд Рејвенсбејн / Страшило | телевизијски филм                      |
| 1973. | Дела љубави и друге комедије |               | Херб Вотерман               | телевизијски филм                      |
| 1974. | Игра четвртком               |               | Хари Еверс                  | телевизијски филм                      |
| 1993. | Квалификовани зубар          |               | Тоби                        | телевизијски филм                      |
| 1994. | Нешто дивљије                |               | Џин Бергман                 | главна улога; 1994—1995.               |
| 1999. | Убиство у малом граду        |               | Лари „Кеш” Картер           | телевизијски филм; такође косценариста |
| 1999. | Алиса у земљи чуда           |               | Лажна Корњача               | телевизијски филм                      |
| 1999. | Дама у питању                |               | Лари „Кеш” Картер           | телевизијски филм; такође косценариста |
| 2002. | Вил и Грејс                  |               | г. Стајн                    | еп.: и ; 2002—2003.                    |
| 2015. | Јо Габа Габа!                |               | Елмер                       | еп.: ; глас                            |

### Документарци
- Експо: Магија Вајт Ситија (енгл. Expo: Magic of the White City); 2005

### Представе
- Послушни љубавник; Бродвеј, 1962
- Мајка Храброст и њена деца; Бродвеј, 1963
- Лет изнад кукавичјег гнезда; Бродвеј, 1963
- Бела кућа; Бродвеј, 1964
- Лув; Бродвеј, 1966
- Смех на 23. спрату; Лондон, 1996[105]

### Публикације
- Piver, M. Steven; Wilder, Gene (1998). Gilda's Disease: Sharing Personal Experiences and a Medical Perspective on Ovarian Cancer. Broadway Books. стр. 184. ISBN 978-0-7679-0138-3.
- Wilder, Gene (2005). Kiss Me Like a Stranger: My Search for Love and Art. St. Martin's Press. стр. 261. ISBN 978-0-312-33706-3.
- Wilder, Gene (2007). My French Whore. St. Martin's Press. стр. 178. ISBN 978-0-312-36057-3.
- Wilder, Gene (2008). The Woman Who Wouldn't. St. Martin's Press. стр. 167. ISBN 978-0-312-37578-2.
- Wilder, Gene (2010). What Is This Thing Called Love?. St. Martin's Press. стр. 176. ISBN 978-0-312-59890-7.
- Wilder, Gene (2013). Something to Remember You By: A Perilous Romance. St. Martin's Press. стр. 164. ISBN 978-0-312-59891-4.
- Wilder, Gene (2016). Even Dogs Learn How To Swim. One Tusk Publishing.[105]

## Награде и номинације
| Год.  | Награда              | Категорија                                                     | Наслов                              | Улога                    | Резултат   | Р       |
| ----- | -------------------- | -------------------------------------------------------------- | ----------------------------------- | ------------------------ | ---------- | ------- |
| 1962. | Кларенс Дервент (18) | Најбоља изведба глумца у неизабраној улози енгл.               | Послушни љубавник енгл.             | хотелски валет           | Освојено   | [ 22 ]  |
| 1969. | Оскар (41)           | Најбољи глумац у споредној улози енгл.                         | Продуценти енгл.                    | Лео Блум                 | Номинација | [ 106 ] |
| 1972. | Златни глобус (29)   | Најбољи глумац у играном филму (мјузикл или комедија) енгл.    | Вили Вонка и фабрика чоколаде енгл. | Вили Вонка               | Номинација | [ 107 ] |
| 1975. | Оскар (47)           | Најбољи адаптирани сценарио енгл.                              | Млади Франкенштајн енгл.            | др Фредерик Франкенштајн | Номинација | [ 41 ]  |
| 1975. | Хуго (16)            | Најбоља драмска презентација енгл.                             | Млади Франкенштајн енгл.            | др Фредерик Франкенштајн | Освојено   | [ 108 ] |
| 1975. | WGA (6)              | Најбоља адаптирана комедија енгл.                              | Млади Франкенштајн енгл.            | др Фредерик Франкенштајн | Номинација | [ 108 ] |
| 1976. | Небјула (3)          | Најбољи сценарио енгл.                                         | Млади Франкенштајн енгл.            | др Фредерик Франкенштајн | Освојено   | [ 108 ] |
| 1977. | Златни глобус (34)   | Најбољи глумац у играном филму (мјузикл или комедија) енгл.    | Сребрна линија енгл.                | Џорџ Колдвел             | Номинација | [ 109 ] |
| 1979. | Стинкерс (2)         | Најгори лажни акценат: мушкарац енгл.                          | Фриско Кид енгл.                    | Аврам Белински           | Номинација | [ 108 ] |
| 1979. | Стинкерс (2)         | Најгори пар на екрану енгл. Couple                             | Фриско Кид енгл.                    | Аврам Белински           | Номинација | [ 108 ] |
| 1999. | OFTA (4)             | Најбољи глумац у споредној улози у филму или мини-серији енгл. | Алиса у земљи чуда енгл.            | Лажна Корњача            | Номинација | [ 108 ] |
| 2000. | Едгар (29)           | Најбољи телевизијски играни филм или мини-серија енгл.         | Убиство у малом граду енгл.         | Лари „Кеш” Картер        | Номинација | [ 108 ] |
| 2002. | LVFCS (6)            | Животно дело енгл.                                             | —                                   | —                        | Освојено   | [ 108 ] |
| 2003. | Еми (55)             | Изузетна епизодна улога у хумористичној серији енгл.           | Вил и Грејс енгл.                   | г. Стајн                 | Освојено   | [ 110 ] |
| 2003. | OFTA (8)             | Најбоља епизодна улога у хумористичној серији енгл.            | Вил и Грејс енгл.                   | г. Стајн                 | Номинација | [ 108 ] |

## Занимљивости
- Надимак му је био Џери Силберман.[111][112]
- Имао је четири супруге: Мери Мерсијер (в. 22. јул 1960 — р. 1965), Мери Џоун Шуц (в. 27. октобар 1967 — р. 24. новембар 1980), Гилда Раднер (в. 18. септембар 1984 — с. 20. мај 1989) и Карен Бојер (в. 8. септембар 1991 — с. 29. август 2016).[111][112]
- Био је висок 1,79 m; имао је тих и благ глас; имао је коврџаву смеђу косу и мале плаве очи. Често је играо веома ексцентричне, а ипак допадљиве ликове.[111][112]
- Често је сарађивао са Мелом Бруксом и Ричардом Прајором, а своју трећу супругу Гилду Раднер је упознао на снимању филма; глумио је, сарађивао и/или био пријатељ и са Ен Банкрофт, Феј Данавеј, Вореном Битијем, Зиром Мостелом, Доналдом Садерландом, Хјуом Грифитом, Орсоном Велсом, Марго Кидер, Фредом Астером, Роном Мудијем, Вудијем Аленом, Денијем Девитом, Харисоном Фордом, Сиднијем Поатјеом, Кели Ле Брок, Стивијем Вондером, Кевином Спејсијем, Роџером Ибертом, Ериком Макормаком...[111][112]
- Играо је човека невино оптуженог за злочин који није починио у пет филмова: Сребрна линија 1976, Фриско Кид 1979, Шашави робијаши 1980, Хокус-покус 1982. и Не видим зло, не чујем зло 1989. године.[111][112]
- Био је строги либерални демократа и веома се противио Вијетнамском и Ирачком рату. Са америчком глумицом, комичарком, режисерком и сценаристкињом Елејн Меј (1932) и америчком глумицом и ауторком Рене Тејлор (1933) водио је 1968. године кампању за америчког политичара, песника и дугогодишњег конгресмена из Минесоте Јуџина Макартија (1916—2005), члана Представничког дома САД Аларда Лоуенстајна (1929—1980) те ирско-америчког политичара и адвоката Пола О’Двајера (1907—1998).[111][112]
- Када је био номинован за Оскара за најбољег глумца у споредној улози за филм Продуценти из 1968. године, изгубио је од америчког карактерног глумца, комичара, плесача, певача и музичара Џека Албертсона (1907—1981) који је победио са својим метроколорним драмским филмом-адаптацијом Тема су биле руже. Недуго после тога, Вајлдер и Албертсон су заједно играли главне улоге, и то у филму Вили Вонка и фабрика чоколаде из 1971. године.[111][112]
- Према ономе што је рекао у свом мемоару Пољуби ме као странац: Моја потрага за љубави и уметношћу, рак му је био успешно доведен у стање потпуне ремисије.[111][112]
- Бар мицва је била његова церемонија пунолетности, мада је касније изјавио да иако је Јевреј он не верује у бога и једина филозофија којом се води је златно правило.[111][112]
- За Амерички филмски институт је изјавио да му је најдражи филм Циркус, неми филм из 1928. године америчко-британског глумца, режисера, сценаристе и продуцента Чарлија Чаплина (1889—1977).[111][112]
- Планирано је да 1983. године са Ричардом Прајором глуми у филмској комедији Коло среће, али је Прајор отказао. За његову замену је одабран Еди Марфи; Марфи је захтевао да самог Вајлдера замене неким другим глумцем, и то из поштовања према Вајлдеру и Прајору — зато што је сматрао да он није довољно добра замена за Прајора да би играо са Вајлдером.[111][112]
- Године 2002, имао је епизодну улогу у ситкому Вил и Грејс, Вилов нови шеф г. Стајн у епизоди Boardroom and a Parked Place. Вил је г. Стајна, желећи му помоћи да повећа самопоуздање, наговорио да виче „Ја сам Стајн! Ја сам Стајн!”. У сцени епизоде избаченој у монтажи, Вил стоји и виче „Ти си Франкенштајн!”.[111][112]
- Глумио је у четири од „Сто најсмешнијих филмова Америчког филмског института”: #6 Врућа седла 1974, #11 Продуценти 1967, #13 Млади Франкенштајн 1974. и #95 Сребрна линија 1976. године.[111][112]
- Иако је био слабог здравља, није пропустио финале Ју-Ес опена 2015. у којем је Ђоковић савладао Федерера.[45]
- Џин и његова супруга Гилда имали су псића, јоркширског теријера по имену Искрица (Спаркл).[113]

### Цитирана библиографија
- Wilder, Gene (2005). Kiss Me Like a Stranger: My Search for Love and Art. St. Martin's Press. стр. 261. ISBN 978-0-312-33706-3. Приступљено 11. 9. 2016.